# Балаян Арсен Олександрович
Арсен Олександрович Балая́н (нар. 20 квітня 1972, Кіровське, Ташкент, Узбецька РСР) — радянський, узбецький та російський футболіст, півзахисник. Тренер новомосковського «Хіміка».

## Життєпис
Вихованець ташкентської ДЮСШ, перший тренер — С. Петров. З 1990 року виступав у клубах «Свердловець» та «Трактор» (Ташкент). В останньому чемпіонаті СРСР провів одну гру у вищій лізі за ташкентський «Пахтакор» (на «Лужниках» проти ЦСКА — 1:3, замінений на 46-й хвилині).
Після розпаду Радянського Союзу виступав в узбецьких клубах «Навруз» та «Пахтакор-79». Потім перейшов у воронезький «Факел», у складі якого виступав у першому чемпіонаті Росії. Дебютував у футболці воронезького колективу 29 березня 1992 року в програному (0:1) домашньому поєдинку 1-го туру першого етапу підгрупи 1 проти єкатеринбурзького «Уралмашу». Арсен вийшов на поле на 60-й хвилині, замінивши Вадима Сосуліна. У складі «Факела» відіграв 6 матчів у чемпіонаті Росії. Перебував також на контракті в «Текстильника», але виступав лише за дубль у Другому дивізіоні Росії (1 поєдинок). Також грав за камишинський «Авангард».
У 1992 році виїхав до України, де підписав контракт з «Ворсклою». Дебютував у футболці ворсклян 1 серпня 1992 року в переможному (1:0) виїзному поєдинку 1/64 фіналу кубку України проти охтирського «Спартака». Балаян вийшов на поле в стартовому складі та відіграв увесь матч. У першій лізі чемпіонату України дебютував 20 серпня 1992 року в переможному (1:0) домашньому поєдинку 3-о туру проти нікопольського «Металурга». Арсен вийшов на поле на 46-й хвилині, замінивши Володимира Прокопиненка. Єдиним голом у футболці полтавчан відзначився 28 жовтня 1992 року на 55-й хвилині переможного (3:0) домашнього поєдинку 17-о туру Першої ліги проти сумського «Автомобіліста». Балаян вийшов на поле в стартовому складі, на 57-й хвилині отримав жовту картку, а на 80-й хвилині його замінив Геннадій Стріляний. У складі «Ворскли» в Першій лізі зіграв 21 матч та відзначився 1 голом, ще 2 поєдинки провів у кубку України.
З 1994 по 2000 рік виступав «Дон» з Новомосковська. У 1997 році на правах оренди виступав у ташкентському «Чиланзар» (10 матчів). У 2003 році провів 10 матчів за аматорський клуб «Дон-Рубін» (Новомосковськ).
Працював тренером ДЮСШ новомосковського «Хіміка». З 2014 року разом з Романом Титовим очолює головну команду «Хіміка», яка виступає в ЛФЛ. Син — півзахисник «Хіміка» Роман Балаян (нар. 1994).

## Досягнення
- Третій дивізіон
  -  Чемпіон (1): 1995